# Joan Melchior Kemper
Pour les articles homonymes, voir Kemper.
Joan Melchior Kemper (1776-1824) fut un jurisconsulte néerlandais.

## Biographie
Il enseigna le droit civil et le droit naturel successivement à l'université de Harderwijk (1799), à Amsterdam (1806), à l'université de Leyde (1809). Il devint en 1813 recteur de cette dernière.
Sous le Royaume de Hollande, il se montra l'adversaire décidé de l'influence française, et fut, après la chute du roi Louis Ier, comblé de récompenses par le nouveau gouvernement. Il prit une part active à l'organisation des universités et des collèges aux Pays-Bas, rédigea un projet de code civil, finalement rejeté à la suite de l'incorporation de la Belgique, pour le nouveau royaume, et fut député aux États généraux en 1817. 
On a de lui : 
- De Jure naturas immutabili et asterno, Harderwijk, 1799;
- De Populorum legibus, increscentis vel decrescentis humanitatis iadiciis, Amsterdam. 1806.